# Advise & Consent
Advise & Consent is een Amerikaanse dramafilm uit 1962 onder regie van Otto Preminger. Het scenario is gebaseerd op de gelijknamige roman uit 1959 van de Amerikaanse auteur Allen Drury.

## Verhaal
De president van de Verenigde Staten draagt Robert Leffingwell voor als nieuwe minister van Buitenlandse Zaken. Een conservatieve senator stelt de kandidatuur van Leffingwell ter discussie door diens vroegere communistische ideeën ter sprake te brengen. De kandidatuur van Leffingwell baart de president almaar meer zorgen.

## Rolverdeling
| Acteur           | Personage                 |
| ---------------- | ------------------------- |
| Franchot Tone    | President                 |
| Lew Ayres        | Vicepresident             |
| Henry Fonda      | Robert Leffingwell        |
| Walter Pidgeon   | Senator Bob Munson        |
| Charles Laughton | Senator Seabright Cooley  |
| Don Murray       | Senator Brigham Anderson  |
| Peter Lawford    | Senator Lafe Smith        |
| Gene Tierney     | Dolly Harrison            |
| Burgess Meredith | Herbert Gelman            |
| Eddie Hodges     | Johnny Leffingwell        |
| Paul Ford        | Senator Stanley Danta     |
| George Grizzard  | Senator Fred van Ackerman |
| Inga Swenson     | Ellen Anderson            |
| Paul McGrath     | Hardiman Fletcher         |
| Will Geer        | Senator Warren Strickland |

## Prijzen en nominaties
| Jaar | Prijs                          | Categorie                | Genomineerde(n)  | Uitslag     |
| ---- | ------------------------------ | ------------------------ | ---------------- | ----------- |
| 1960 | Filmfestival van Cannes        | Gouden Palm              | Otto Preminger   | Genomineerd |
| 1960 | BAFTA's                        | Beste niet-Britse acteur | Charles Laughton | Genomineerd |
| 1960 | National Board of Review Award | Beste mannelijke bijrol  | Burgess Meredith | Gewonnen    |